# Německá kuchyně

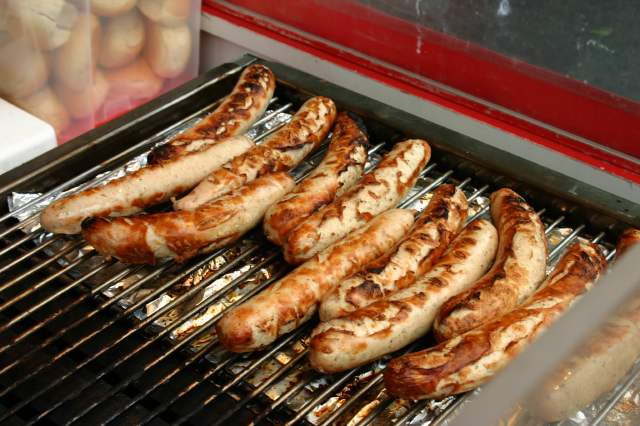
Bratwürste

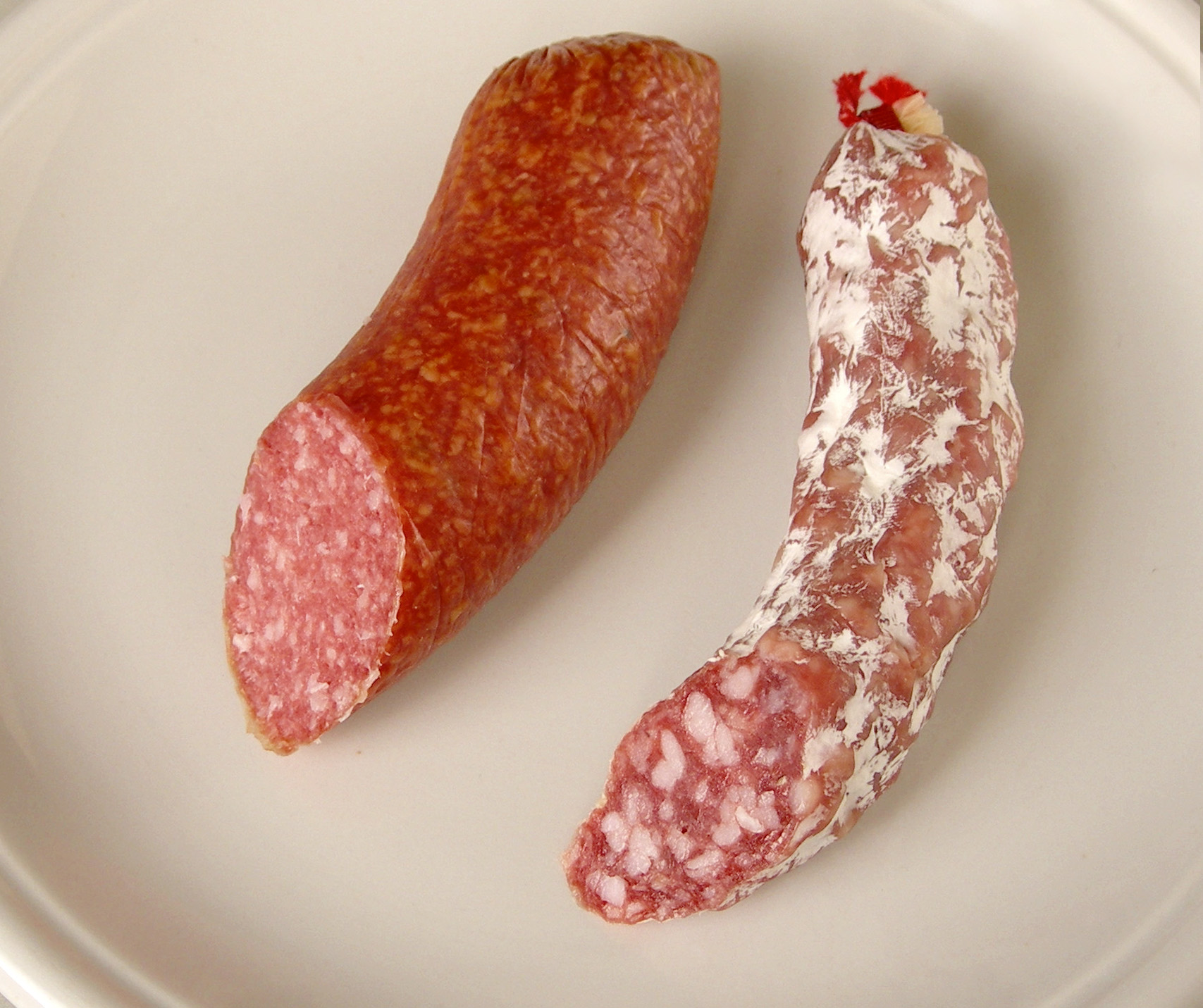
V Německu jsou poměrně rozšířeny uzeniny.

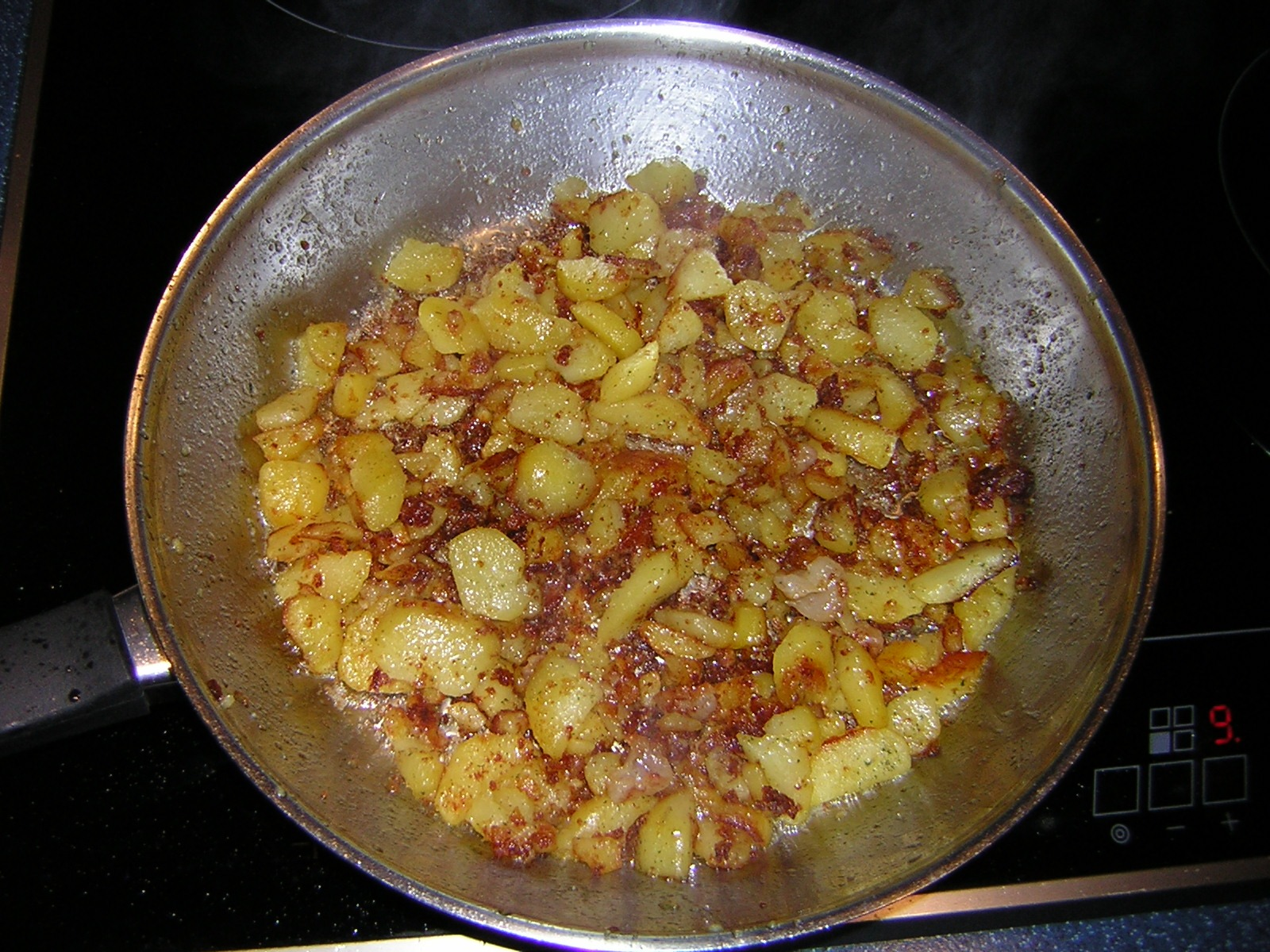
Smažené brambory

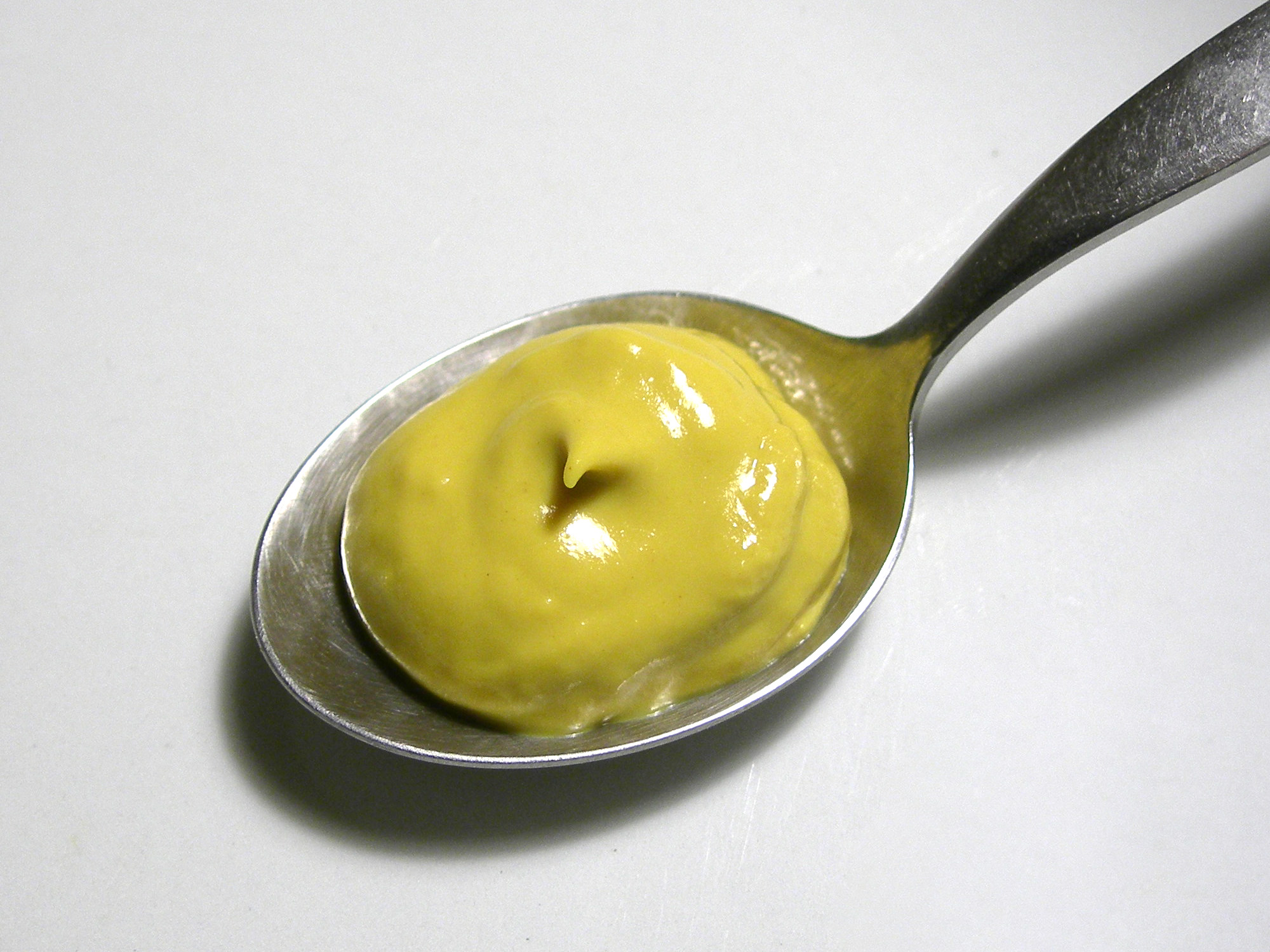
Hořčice

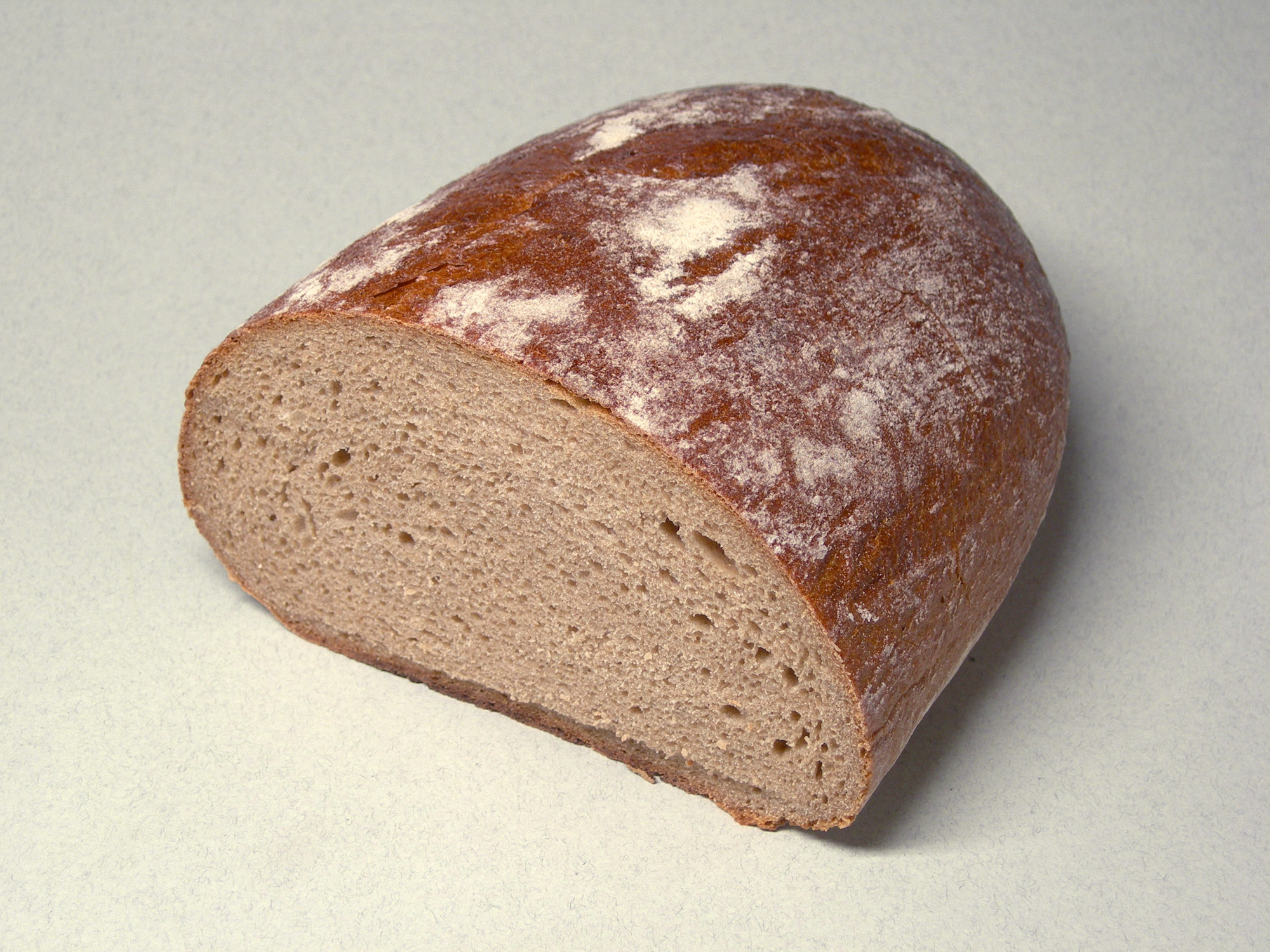
Německý žitný chléb

Německá kuchyně zahrnuje více různých regionálních kuchyní, které se od sebe někdy i velice liší. Jihoněmecká kuchyně, tedy bavorská a švábská, má mnoho podobností se švýcarskou a zejména i rakouskou kuchyní (a překrývá se tedy do jisté míry i s kuchyní českou). Sárská (a také falcká a bádenská) kuchyně je silně ovlivněna kuchyní francouzskou (a připomíná kuchyni v Alsasku či Lotrinsku). Své zásadně typické rysy má i severoněmecká kuchyně, obsahující mnoho elementů severské (skandinávské) kuchyně. V důsledku silné migrace v Německu se však – zejména ve větších městech – připravují i pokrmy z jiných oblastí.

## Všeobecně
Kuchyně v Německu se vůbec nevyznačuje buřtem a zelím, jak tvrdí mnohá klišé v zahraničí. Je nejen velice různorodá, ale i bohatá na celou řadu specialit či přinejmenším na výběr mnoha potravin. V Německu existuje někdy až nepřehledné množství druhů chleba, veliký sortiment masných výrobků (salámy, tlačenky, rosol, paštiky – bylo napočítáno 1500 druhů) a sýrů, mnoho příloh. Přirozeně i dnes je častý tradiční Eintopf – jídlo z jednoho hrnce.
V důsledku velkého množství zde pracujících a žijících cizinců jsou však zřetelné i vlivy jiných kuchyní, zejména italské a francouzské, v mnoha městských aglomeracích pak i turecké (turecký döner kebab lze považovat za německý imbiss). Původně v mnoha směrech spíše těžká německá kuchyně doznala také jistých změn v důsledku prosazování moderního stravování se sklonem spíše k lehké, méně kalorické stravě.

### Maso, drůbež a ryby
Vepřové, hovězí a drůbeží maso tvoří značnou část německého jídelníčku. V drůbeži převládá kuře, ovšem i husa, kachna nebo krůta jsou oblíbené, stejně jako i maso jehněčí, králík nebo různé druhy divočiny. Co do množství je kuře na prvním místě, následuje krůta, pak kachna, nakonec husa – ta je oblíbeným vánočním jídlem. Jinak stojí na prvním místě vepřové, u divočiny divočák, jehož cena klesá díky přemnoženým stavům a zvýšenému odstřelu.
Jistou zvláštností je obliba pro syrové maso, a sice jak hovězí, zvané Schabefleisch (Schaben znamená škrabat) – může být ve zmraženém stavu strouhané, nebo jemně mleté – Beefsteaktatar), tak i vepřové (hrubě mleté, Mett nebo Hackepeter). Tatar se prodává většinou syrový nekořeněný, kdežto Mett je připraven k po(u)žití – kořeněn solí, pepřem, cibulí.
Velké obliby se těší syrové druhy šunky a salámů, syrová šunka se jí často v kombinaci s restovanými brambůrky "Bratkartoffeln", do nichž patří kromě tuku, soli a pepře prorostlý špek a cibule, dále k chřestu a na chléb. Také kombinace studeného matjese k těmto bramborám, nebo na severu krabů a míchaných vajec, může napoprvé překvapit, jsou to však chutná a typická jídla.
Bohatý je též výběr rybích pokrmů a specialit, zejména v severních přímořských oblastech. Ze sladkovodních ryb je obvyklý hlavně pstruh, kapr, candát a okoun. Z mořských ryb je oblíben sleď, makrela, losos, úhoř nebo treska, a přirozeně maso z větších ryb jako je tuňák, mečoun apod. Oblíbené je jejich grilování, ale i příprava v různých šťávách, velmi oblíben – např. také jako vánoční jídlo – je i kapr na modro apod. Některé ryby, zejména úhoř a přirozeně i losos se udí, sleď se v několika variantách nakládá. Velké oblíbenosti se těší i další vodní živočichové jako raci, úhoř, krevety, sépie a další.

### Eintopf
Německý Eintopf, jídlo z „jednoho hrnce“, patří k nejstarším tradičním jídlům. Jedná se přitom o značně zahuštěnou polévku s různými přísadami, srovnatelné např. s bramborovou polévkou (často se název Suppe, tedy polévka, alternativně i používá). Pokrm se skládá z různých druhů zeleniny (mrkev, čočka, pórek, hrášek, brambory a další) a z různých druhů masa (i drůbežího) či párků a buřtů.
K nejznámějším patří různé druhy hrachové či čočkové polévky, Lübecker National (z tuřínu, brambor a vepřového masa), původně bavorský Pichelsteiner Eintopf (různé druhy zeleniny a masa se špekem), čistě zeleninové polévky, a další, někdy připomínající bramborovou polévku, jindy guláš. V bývalém východním Německu zase došla obliby ruská polévka Soljanka, kde hlavní přísady tvoří rajčatový protlak a kyselé okurky. Základní varianty soljanky jsou masová, rybí a houbová.

### Přílohy a zelenina

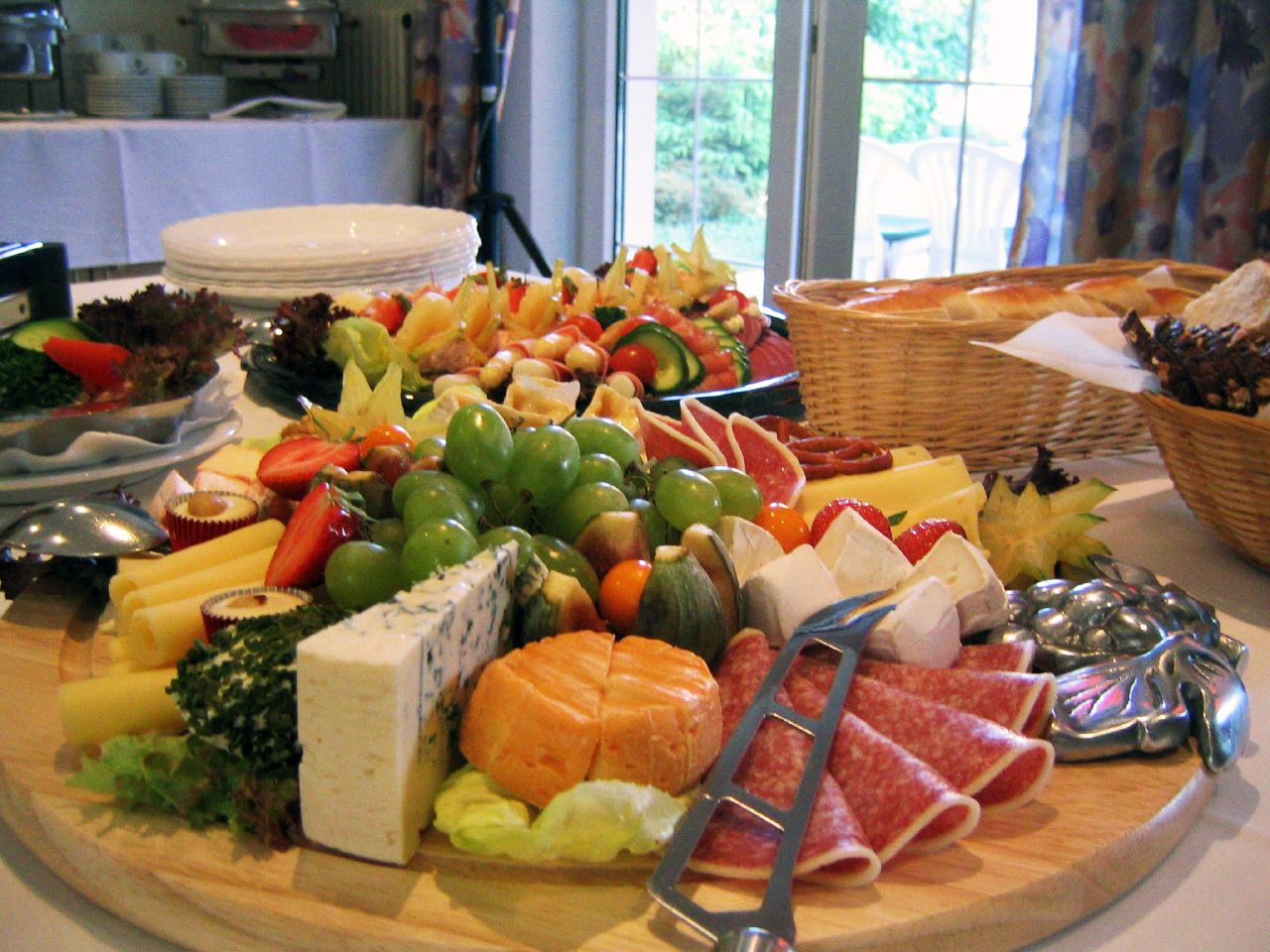
Typické občerstvení ke snídani

Nejčastější přílohou německé kuchyně jsou brambory v různých provedeních, nudle (jak z tradičního těsta se žloutkem, tak i italské bez), již méně rýže. Především jihoněmecká kuchyně pak disponuje několika druhy knedlíků jak houskových tak i bramborových.
Všechny běžné druhy zeleniny se podávají jako příloha: mrkev, zelí (bílé i červené, a přirozeně nakládané), kapusta, špenát, fazolové lusky, kedlubny, květák, ale i poněkud cizokrajnější druhy jako rajčata, cuketa, lilky, brokolice. K mnoha pokrmům je pak obvyklé podávat i saláty, jichž jako v každé kuchyni existuje množství druhů.
Vyloženě veliké oblibě se těší chřest, který je během krátké sezóny porůznu připravován i několikrát týdně (sezóna začíná v půli dubna a končí tradičně 24. června); zelený chřest se podává i později. Velmi oblíbené a zejména na severu rozšířené zimní zeleninové jídlo je "Grünkohlessen" – jako Eintopf dušená zelená kadeřavá kapusta s různými druhy uzeného masa a speciálních buřtů, k tomu malé (s trochou cukru) restované brambůrky, Aquavit a pivo. Tato kapusta chutná nejlépe po prvních mrazech – obsah cukru v jejích listech mrazem stoupne.

### Nápoje

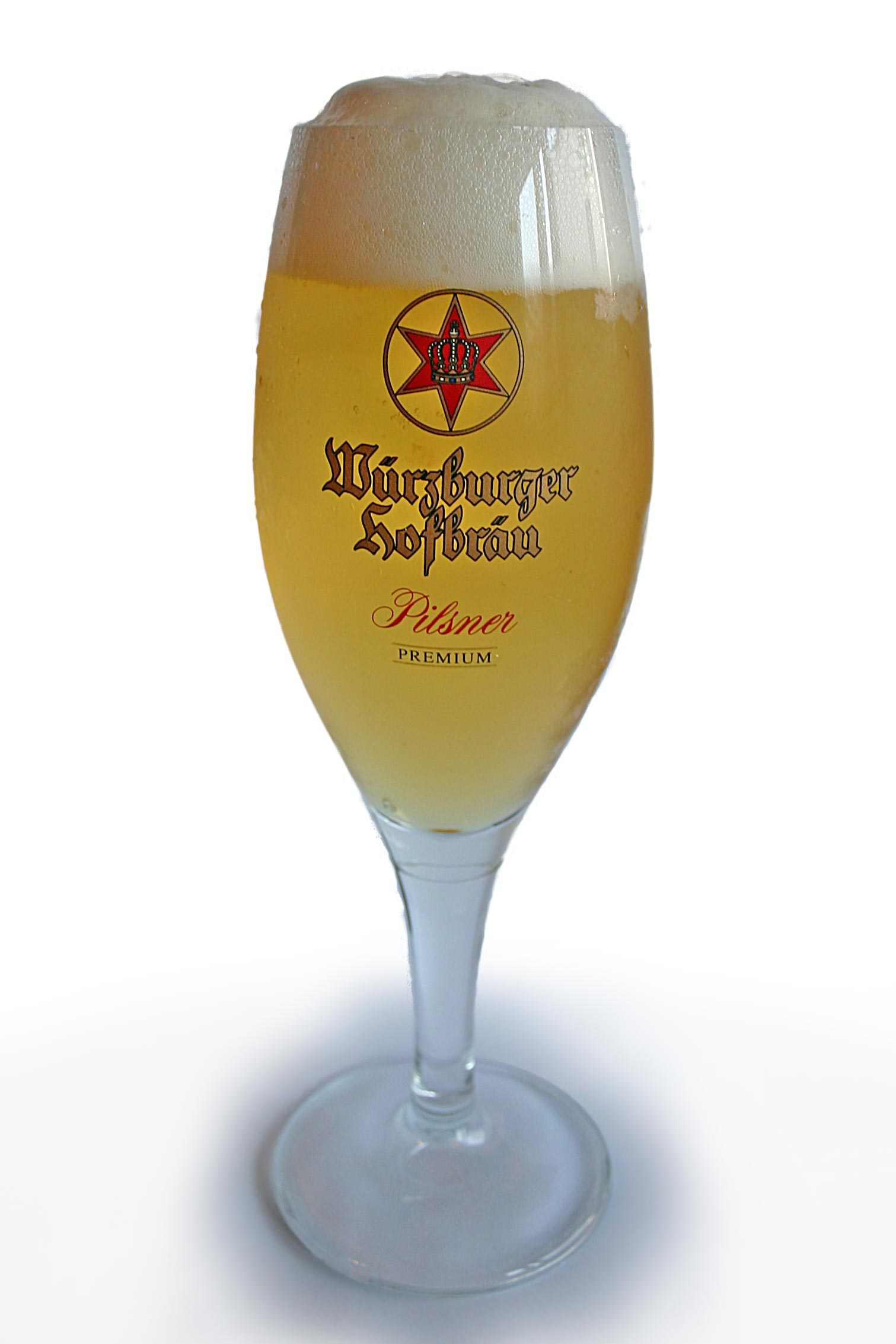
Ležák

Pivo patří k tradičním nápojům, existuje nepřehledné množství druhů. Nejčastějším pivem je Pils (prvotřídní světlý ležák s chmelovou chutí, který se podává chlazený na teplotu 7–9 °C), v jižním Německu také pšeničné pivo (Weizenbier – světlé i černé), v okolí Kolína a na západě pak kolínské (Kölsch) a staré pivo (Altbier). Ročně se v Německu konzumuje kolem 100 milionů hektolitrů piva s mírně klesající tendencí (ve prospěch vína); spotřeba na hlavu za rok kolísá mezi 70 a 150 litry podle regionu.
Pivo se míchá někdy s limonádou a vzniká tak Alsterwasser (s oranžádou limonádou, v Hamburku) nebo Radler (s citronovou limonádou, v Bavorsku). Berlínskou specialitou je Berliner Weiße, lehké pivo, které se většinou servíruje s červeným malinovým (Himbeer) nebo zeleným sirupem z mařinky vonné (Waldmeister).
Víno je velmi oblíbený nápoj a jeho spotřeba má stoupající tendenci. Jako hlavní vinařské oblasti platí oblasti podél řek Rýn, Mosel, Mohuč a Saale; pěstují se tradiční druhy jako Silvaner a Ryzlink rýnský (Riesling) ale i mnoho dalších. Červené víno je poněkud oblíbenější než bílé, v posledních letech je pak zřetelná tendence zpět k sušším vínům. V Německu se vyrábí i velice dobré druhy šumivého vína šampaňským způsobem.
I nealkoholické nápoje jsou v Německu značně rozšířeny. Mimo kávy a také čaje (ten spíš na severu) je oblíbená minerální voda a různé ovocné šťávy. V novější době se velmi rozšířil sortiment různých čajových nápojů ze všech konců světa – roiboos, máta, bílý a zelený čaj, bylinkové čaje v odrůdách a směsích. Je to vliv trendu pečovat o zdraví bez škodlivé chemie.

### Pečivo a zákusky

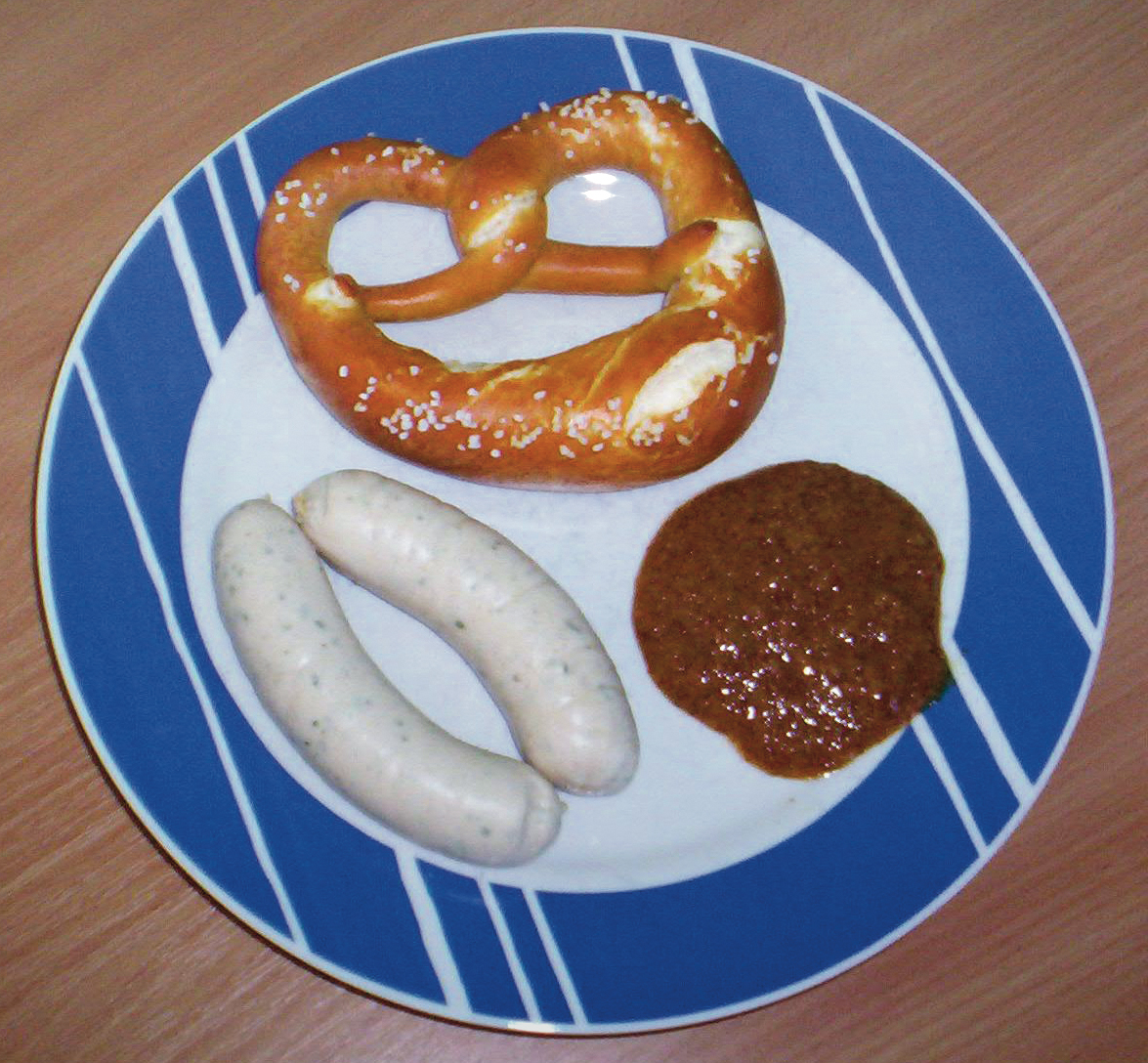
Telecí buřty s preclíkem a sladkou hořčicí

Pečivo existuje v Německu od bílé veky až po černý chléb ve velkém množství druhů. Housky a rohlíky jsou územně rozlišné, podíl bílé veky pak již v devadesátých letech značně klesl ve prospěch francouzské bagety. Snad ještě známější je však německá kuchyně mnoha druhy chleba. Chléb se v Německu vyrábí z pšeničné či žitné mouky, která se však velice často mísí, a obsahuje také různá rozdrcená či celá zrna obilí, ořechů, slunečnice, dýně atd. Známou specialitou je vestfálský Pumpernickel, chléb z hrubé žitné mouky, který je zvláštní přípravou velice kompaktní a někdy zcela černý.
Oblíbené jsou i koláče a zejména dorty v různých variacích. Mimo ovocných dortů lze najít několik způsobů přípravy tvarohových dortů, dále pak dorty s pudinkovou či čokoládovou náplní. Běžné je i cukrářské pečivo, například baumküchen nebo hamburský franzbrötchen, a sladké krémovité pochoutky, jako je welfenspeise.
Nejznámější autorkou německých kuchařek je Henriette Davidisová.

## Vybrané speciality některých oblastí

### Bavorsko a Francko

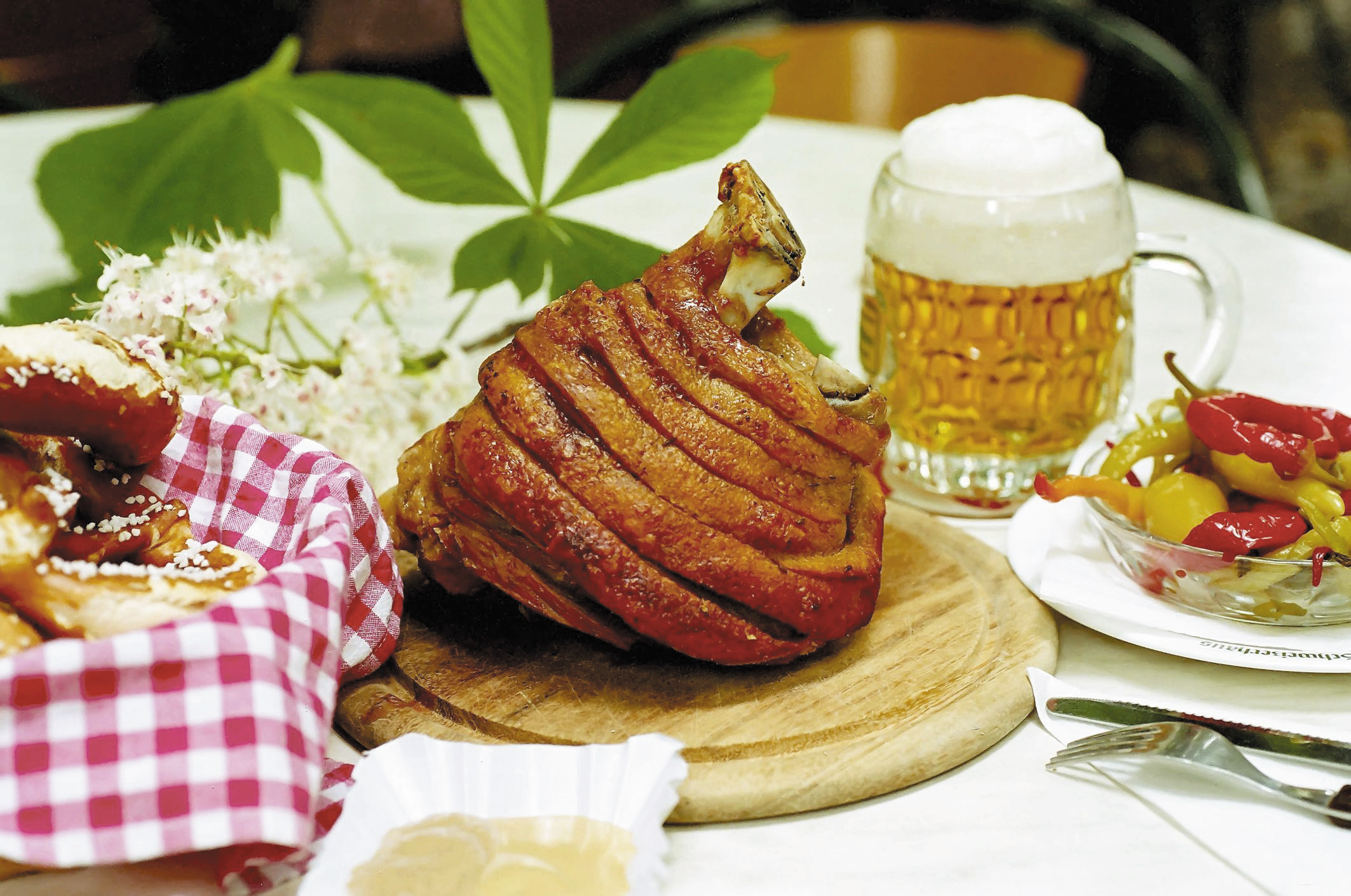
Pečené vepřové koleno

Kuchyně jižního Německa se vyznačuje – obdobně jako rakouská nebo i česká – rustikálností a množstvím moučných jídel.
- sekaná zvaná Leberkäse, v překladu játrový sýr (játra ovšem neobsahuje) a bílé telecí párky Weißwurst, které se podávají často jako tzv. druhá snídaně se sladkou hořčicí (vzhledem podobná kremžské)
- houskový knedlík ve více provedeních je znám stejně jako i bramborový
- různé a často sladké moučnaté knedlíky resp. buchty jako Germknödel nebo Dampfnudel, vařené ve vodě nebo páře a často plněné povidly nebo ovocem
- Schäufele, v troubě pečené vepřové ramínko
- vepřové koleno (pečené nebo grilované), bavorsky Schweinshaxn
- norimberský perník Nürnberger Lebkuchen

### Bádensko, Falcko a Sársko

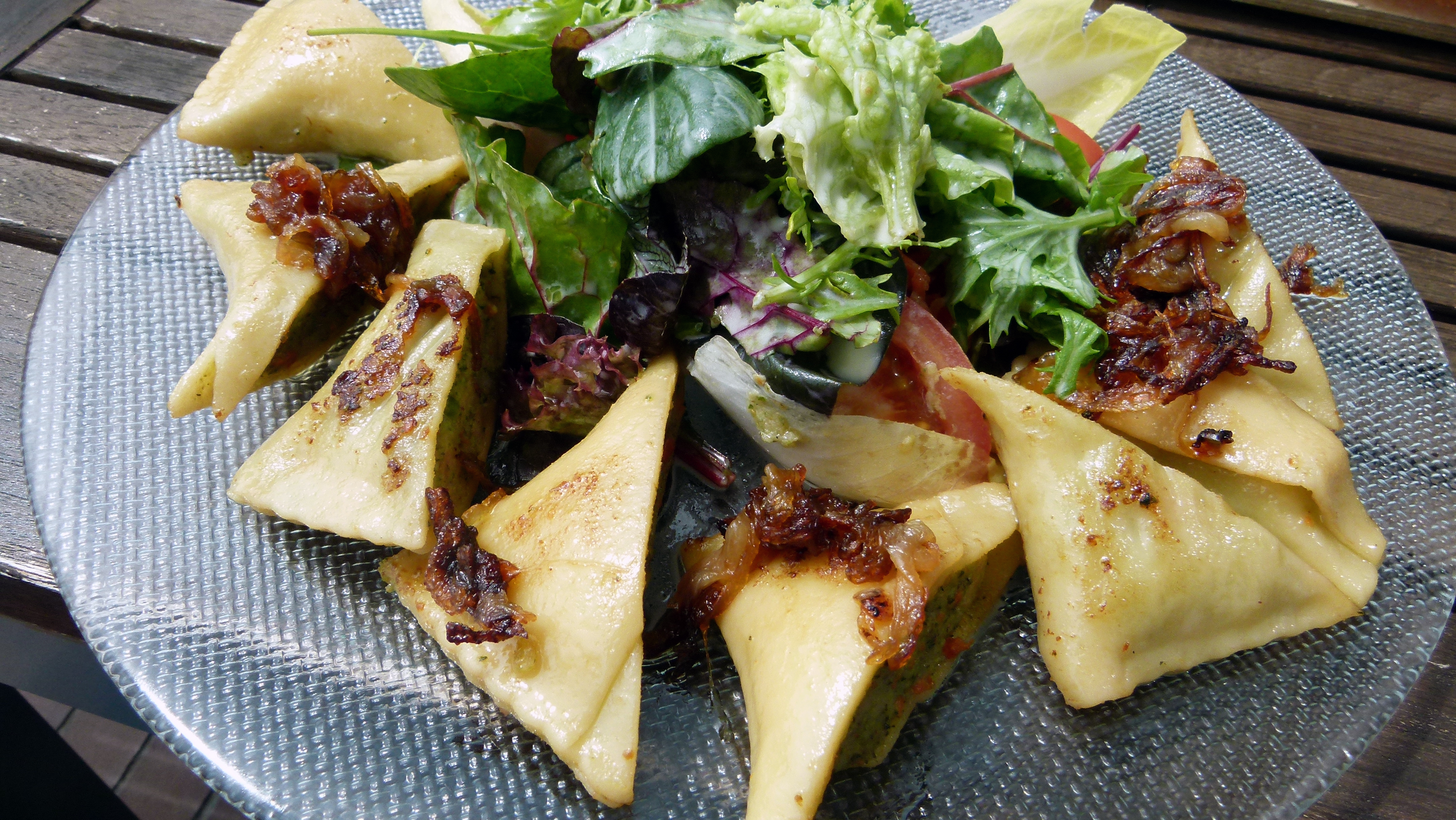
Bádenské plněné tašky (Maultaschen)

Jihozápadní kuchyně se vyznačuje poněkud lehčí stravou, zejména pak sárská kuchyně je silně ovlivněna kuchyní francouzskou (a alsaskou).
- Schupfnudeln, tlusté a špičaté bádenské nudle z bramborového těsta
- falcký Saumagen, sviní žaludek (vepřový žaludek s nádivkou)
- Schwarzwälder Kirschtorte, třešňový dort, oblíbený v celém Německu
- Flammkuchen (flambírovaný koláč) pochází z Alsaska, v troubě pečené slabě vyválené kynuté těsto z chleba pokryté směsí ze špeku, cibule a husté kyselé smetany

### Švábsko
- Maultaschen, plněné taštičky, připomínající velké italské ravioly; náplň muže být masitá, míchaná se zeleninou, houbami atd., taštičky se podávají v polévce, osmažené v tuku, s omáčkou
- cibulový koláč Zwiebelkuchen, v troubě pečený koláč z kynutého těsta, obložený směsí ze špeku, husté smetany a velkého množství cibule
- Spätzle, z nudlového těsta za použití většího podílu vajec přímo do vody nožem strouhané nudle

### Porýní a Hesensko
- porýnská svíčková (Sauerbraten), připravovaná mimo jiné s rozinkami
- frankfurtská zelená omáčka Grüne Soße z protlačených žloutků a množství bylinek, k vařeným bramborám
- Frankfurter Rippchen, frankfurtská žebírka, naložené tedy nasolené kotlety, dušené na sladkokyselém zelí

### Severozápad

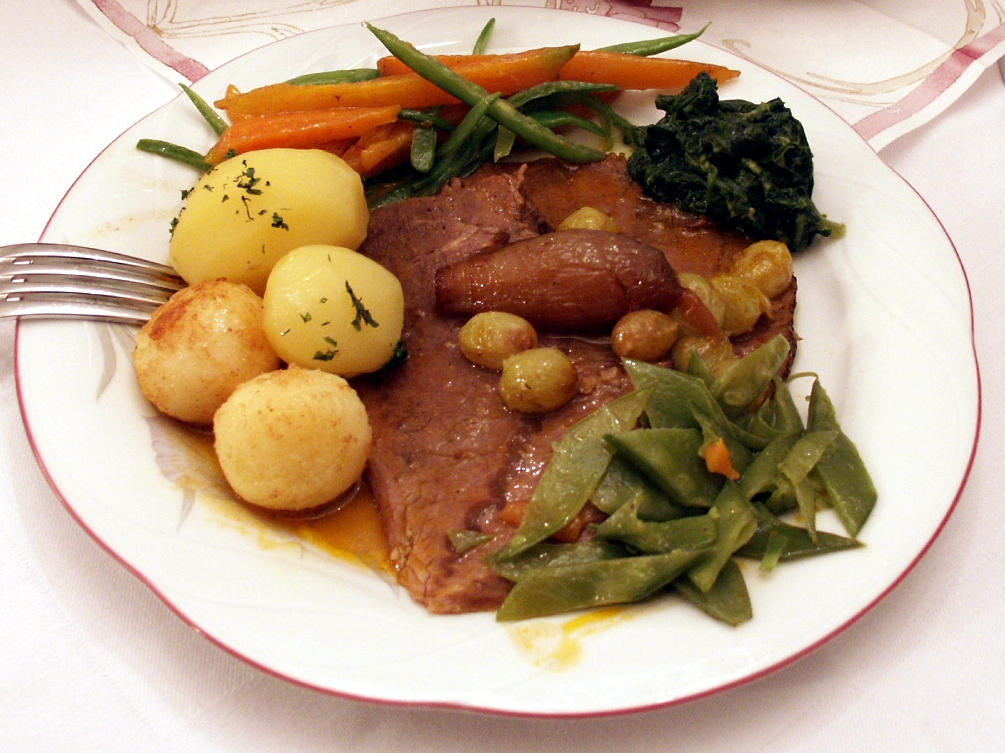
Hovězí v hamburském stylu s přílohou

- Himmel und Erde, pokrm z brambor a jablek, podává se jako příloha k masu a uzeninám
- Kohl und Pinkel, dušená listová kapusta s typickým jen uzeným buřtem s výraznou chutí
- Labskaus, směs umletého nasoleného hovězího masa, brambor, matjese, cibule a červené řepy
- typický je uzený úhoř, úhoří polévka Aalsuppe (která však úhoře vůbec neobsahuje) a mnoho dalších pokrmů z ryb

### Severovýchod
Kuchyně na severovýchodu Německa je ovlivněna východopruskou a slezskou kuchyní. Jako na severozápadě lze najít také mnoho rybích pokrmů.
- Eisbein, vařené vepřové koleno s hořčicí a bramborovou a hráškovou kaší
- Currywurst, původně berlínská specialita, je smažený buřt politý kečupem s kořením, připomínajícím curry
- Königsberger Klopse, královecké knedlíčky, původně z východního Pruska, jsou vařené knedlíčky z mletého masa s trochou sardelí, podávané k bramborům v husté bílé omáčce s velkým množstvím kaparů

### Durynsko
- durynský grilovaný buřt Thüringer Bratwurst, podávaný s hořčicí v rozkrojené žemli
- knedlíky ze syrových brambor Thüringer Klöse
- hovězí roláda Rindroulade
- červené zelí s jablky jako příloha k masům a knedlíkům Apfelrotkohl

### Sasko

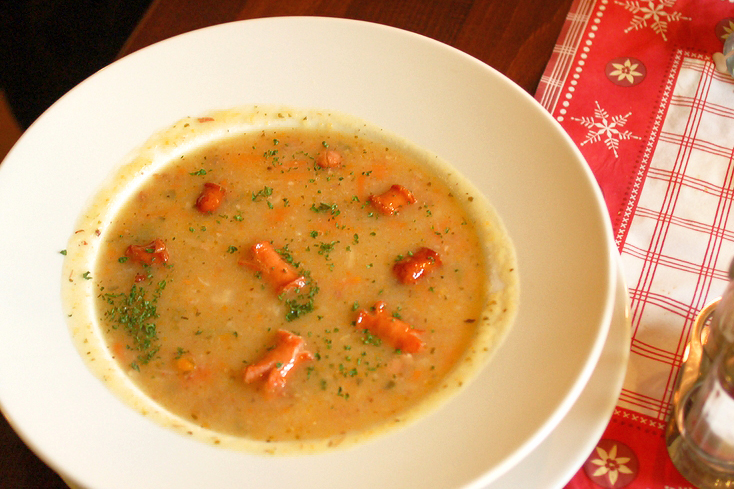
Saská bramboračka

Skládá se z několika odlišných kuchyní. Z chudé horské kuchyně Krušných hor (Erzgebirge) s bohatstvím bramborových jídel, kuchyně Vogtlandu se silnějším vlivem jihoněmecké kuchyně, dále ze slovanské kuchyně lužických Srbů a konečně vinorodé části kolem Drážďan a Míšně a nížiny kolem Lipska.
- knedlíky ze syrových brambor grüne Klöse jsou dnes nazývány obchodním názvem Thüringer Klöse, společně s hovězí pečení Sauerbraten a červeným zelím nebo vařenou růžičkovou kapustou patří ke svátečním jídlům
- Leipziger Allerei příloha ze směsi vařené zeleniny (hrášku, fazolky, květáku nebo chřestu), k níž se často připravují krabi
- Dresdner Stollen vánoční štóla, známá v celém Německu i v zahraničí, prodává se hlavně na vánočních trzích v Drážďanech, obsahuje množství hrozinek a kandovaného ovoce
- Leipziger Lerche lipská specialita z mandlového těsta
- Chrěn z howjazym mjasom křenová omáčka s hovězím masem, lužickosrbské svatební jídlo
- Lany wolij tvaroh se lněným olejem patří k lužickosrbským tradičním pomazánkám na chléb
- Budyski žonop, Bautzner Senf známý druh hořčice

## Galerie

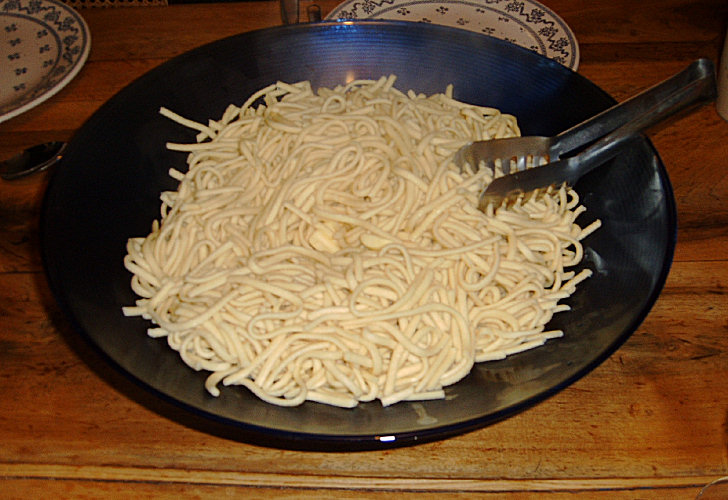
Švábské nudle Spätzle
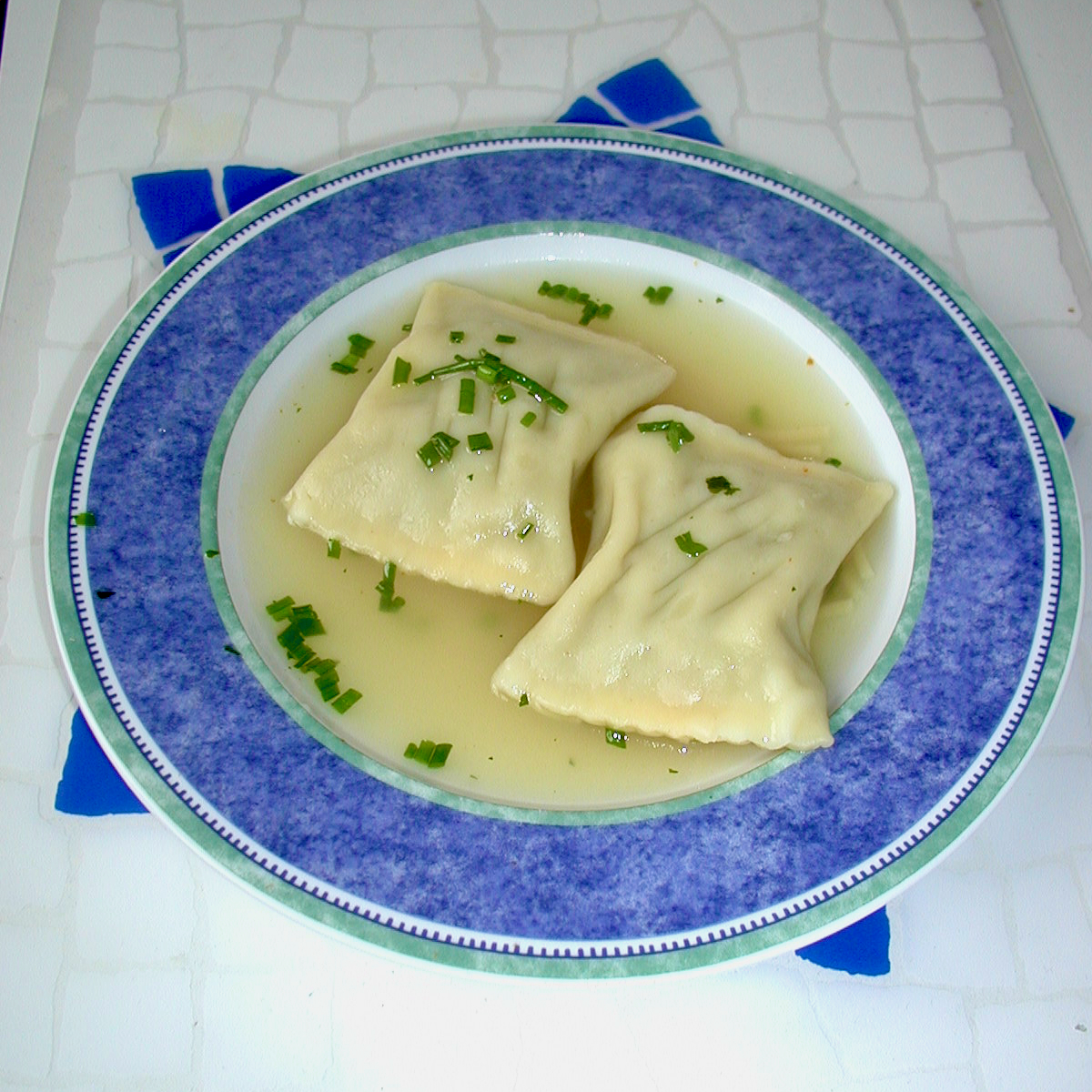
Švábské plněné taštičky
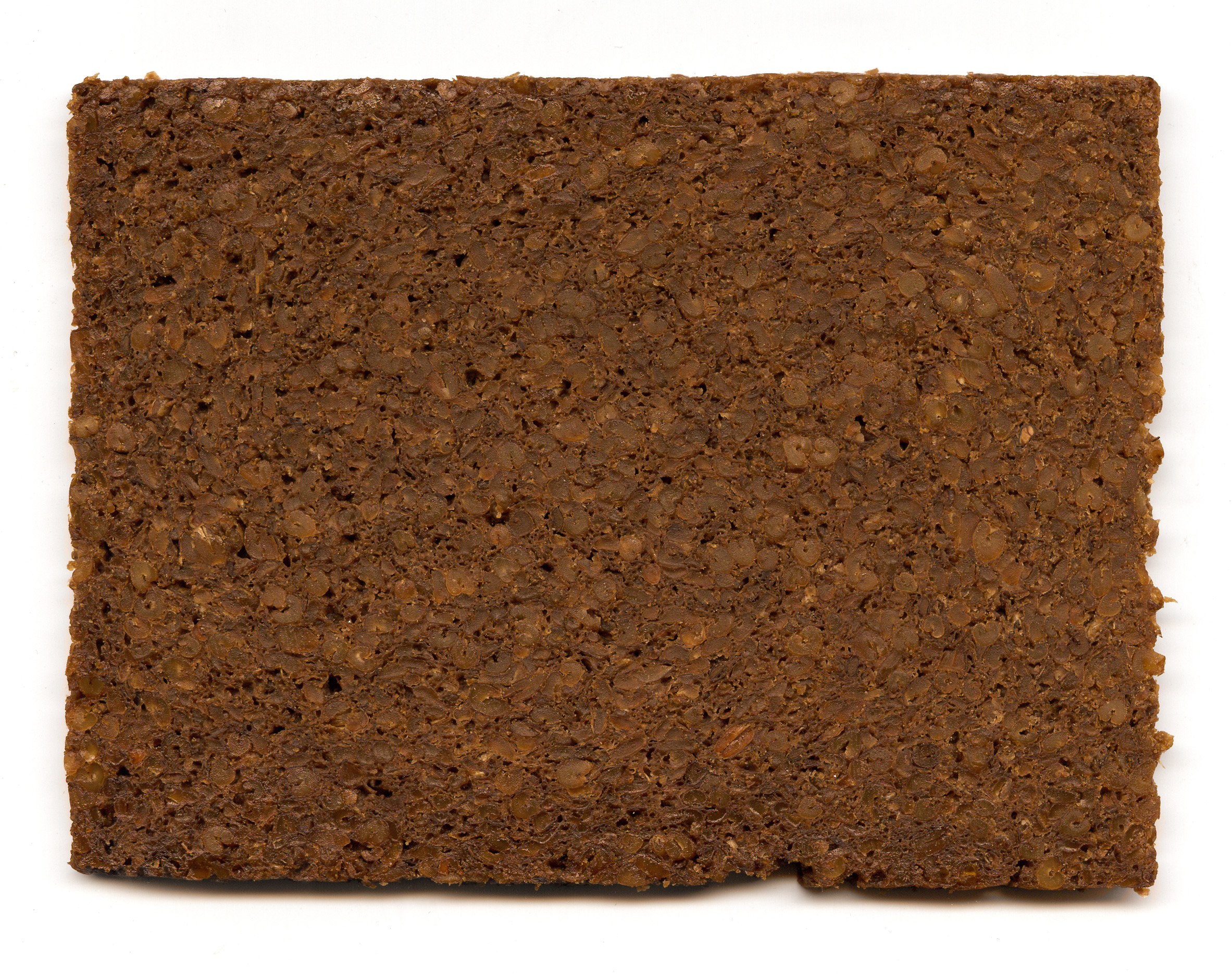
Vestfálský chléb Pumpernickel
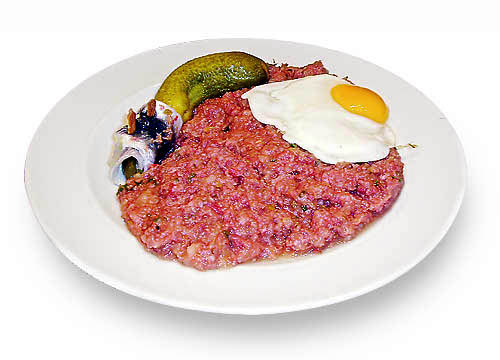
Severoněmecký Labskaus
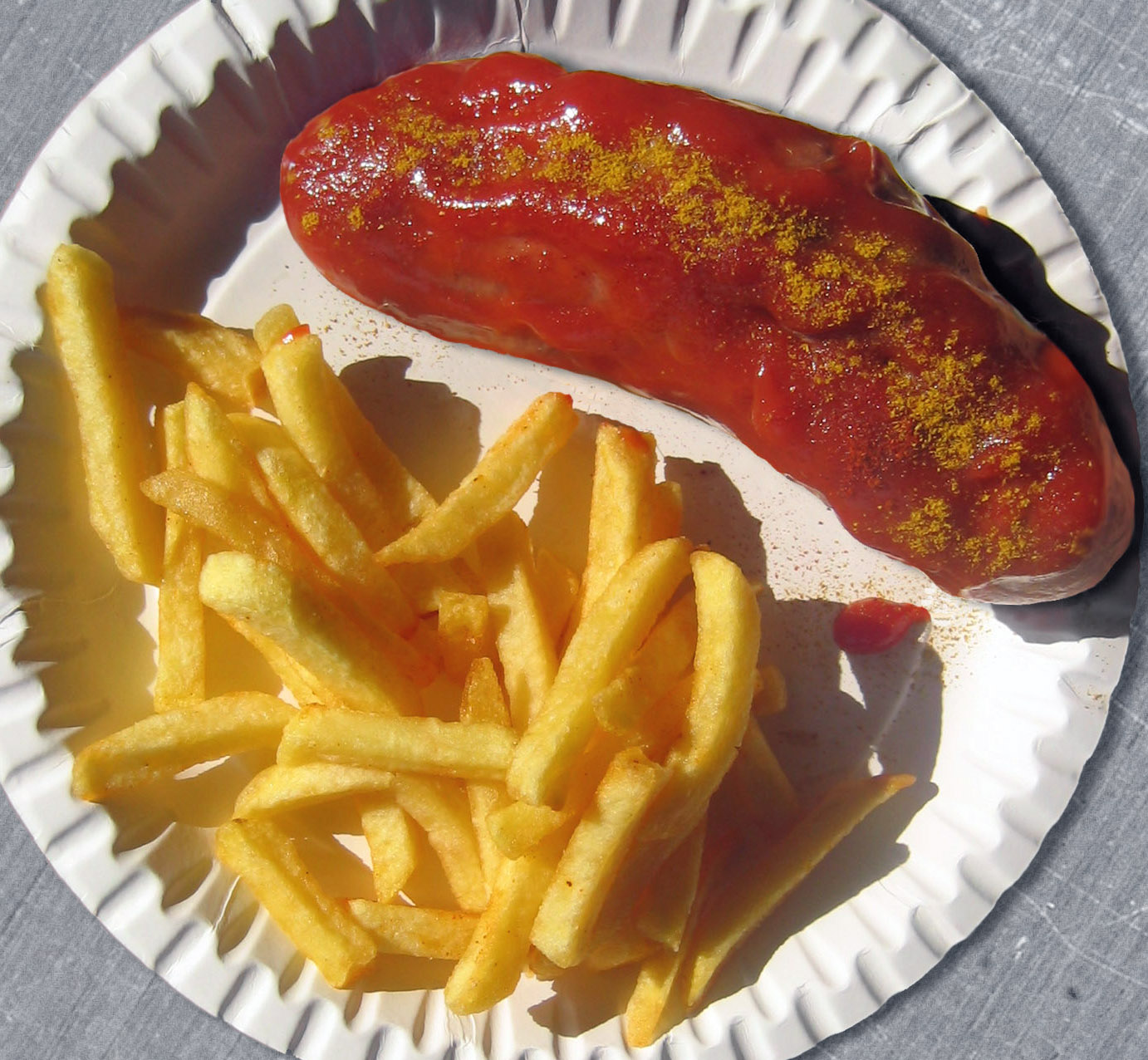
Berlínský Currywurst
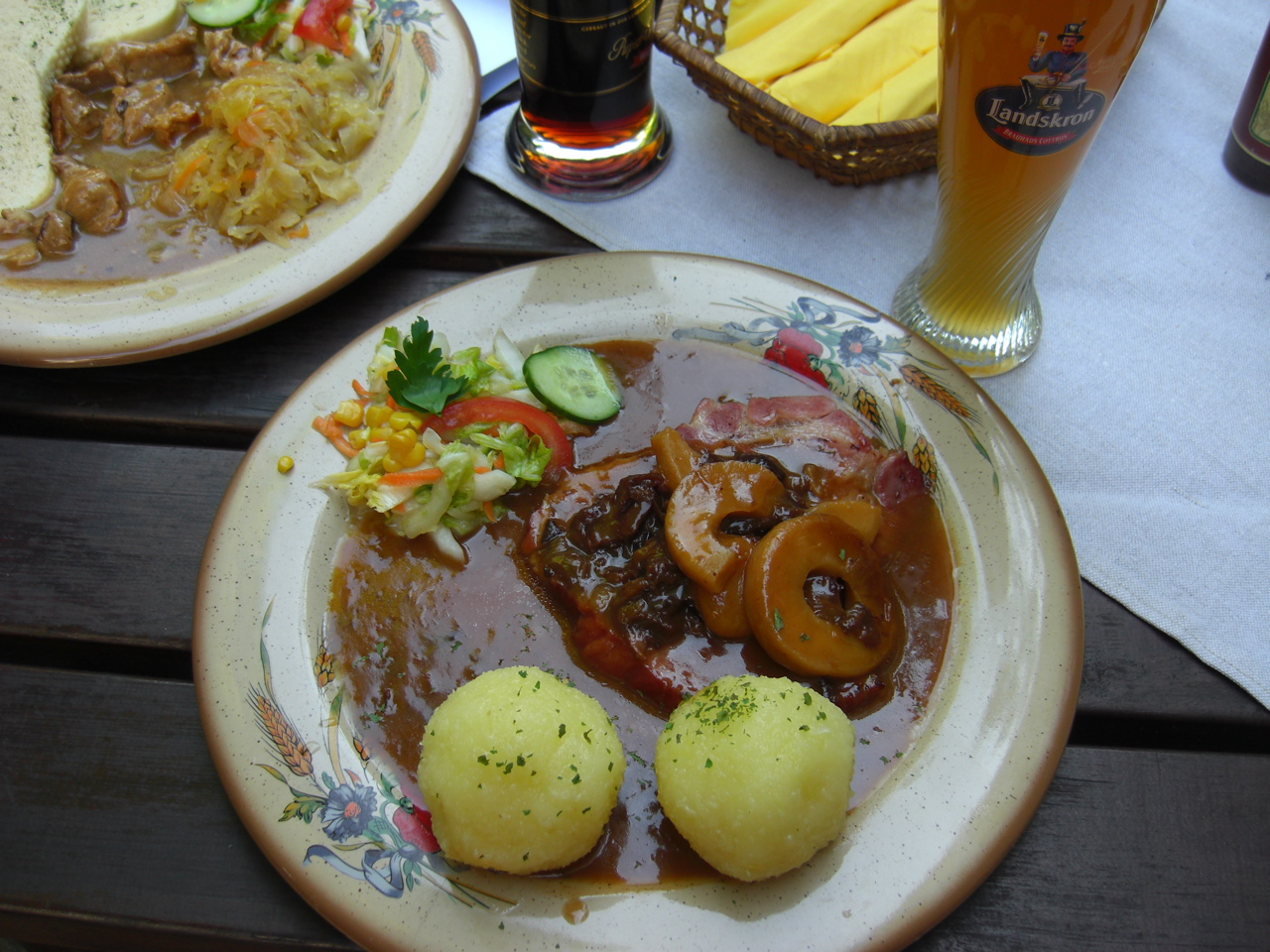
Slezské nebe Schlesisches Himmelreich
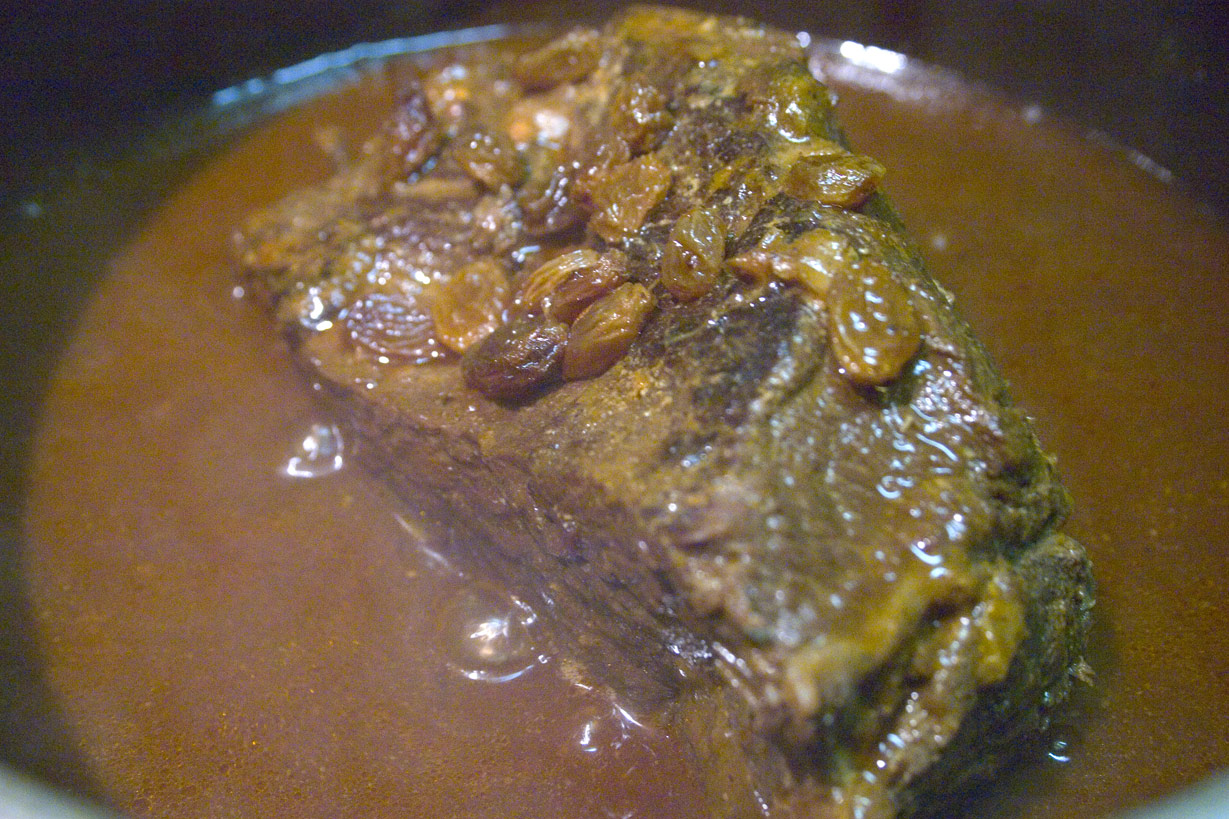
Svíčková z Porýní
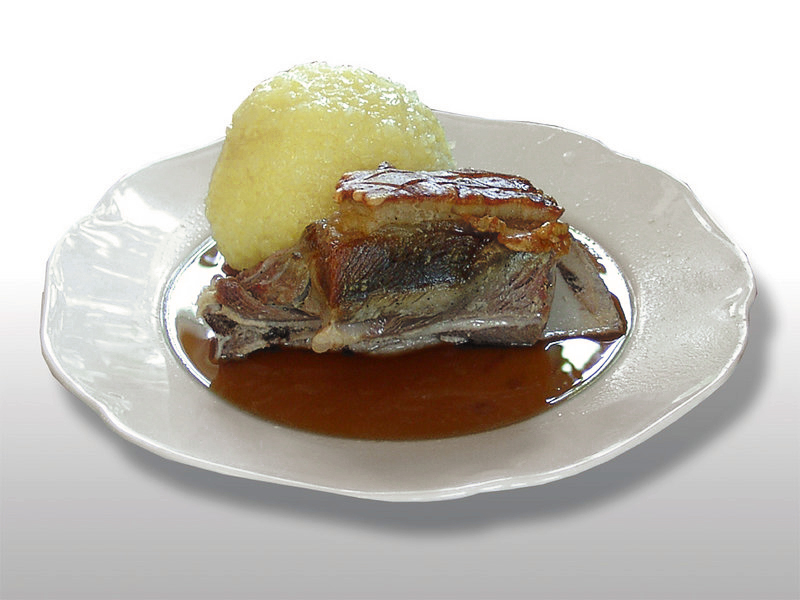
Fränkisches Schäufele
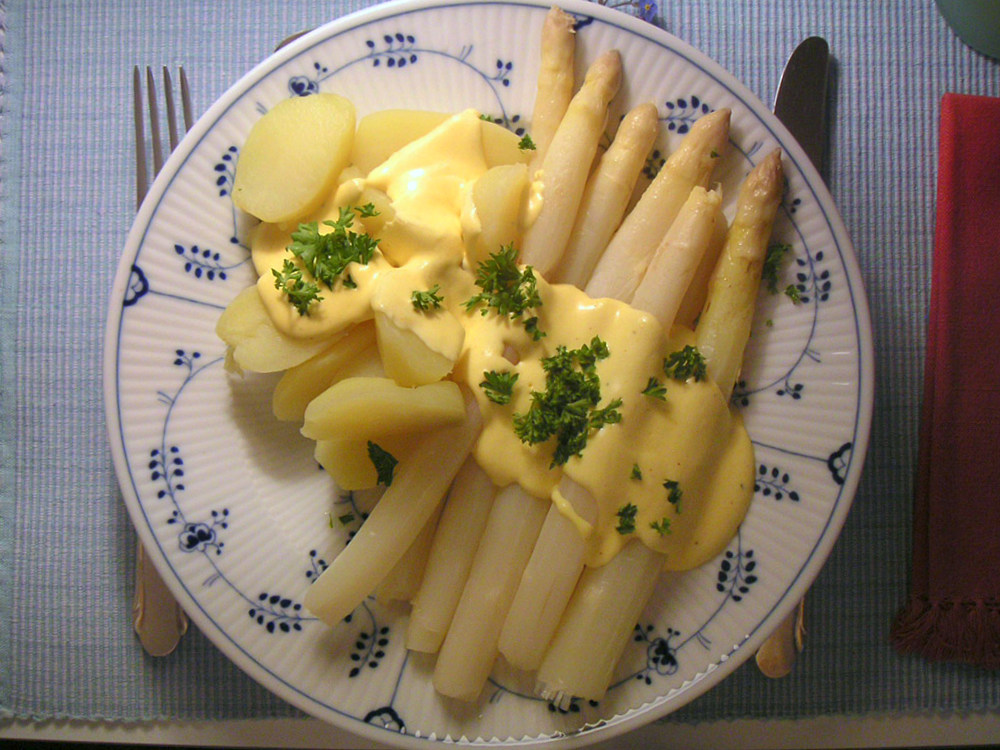
Typická příprava chřestu s holandskou omáčkou
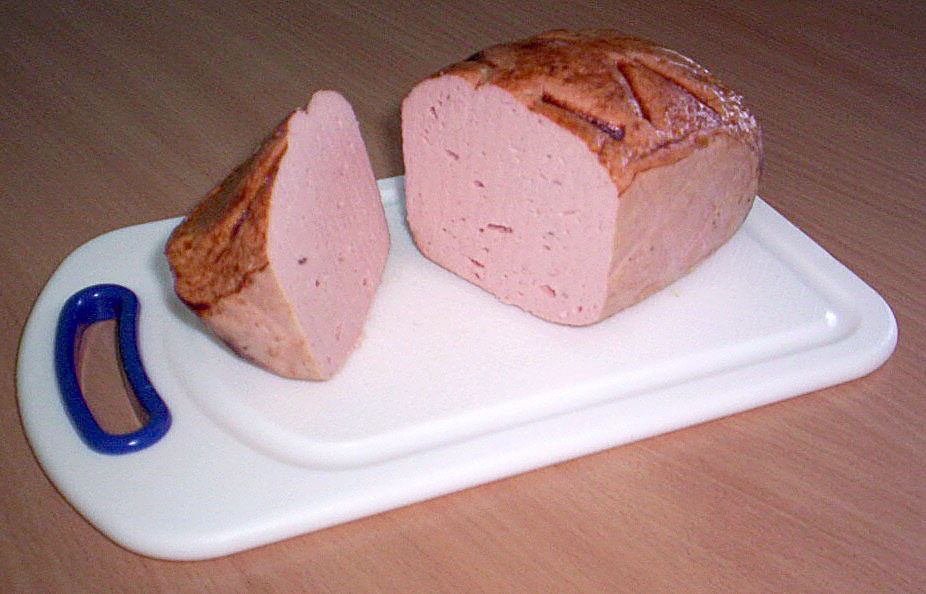
Sekaná Leberkäse
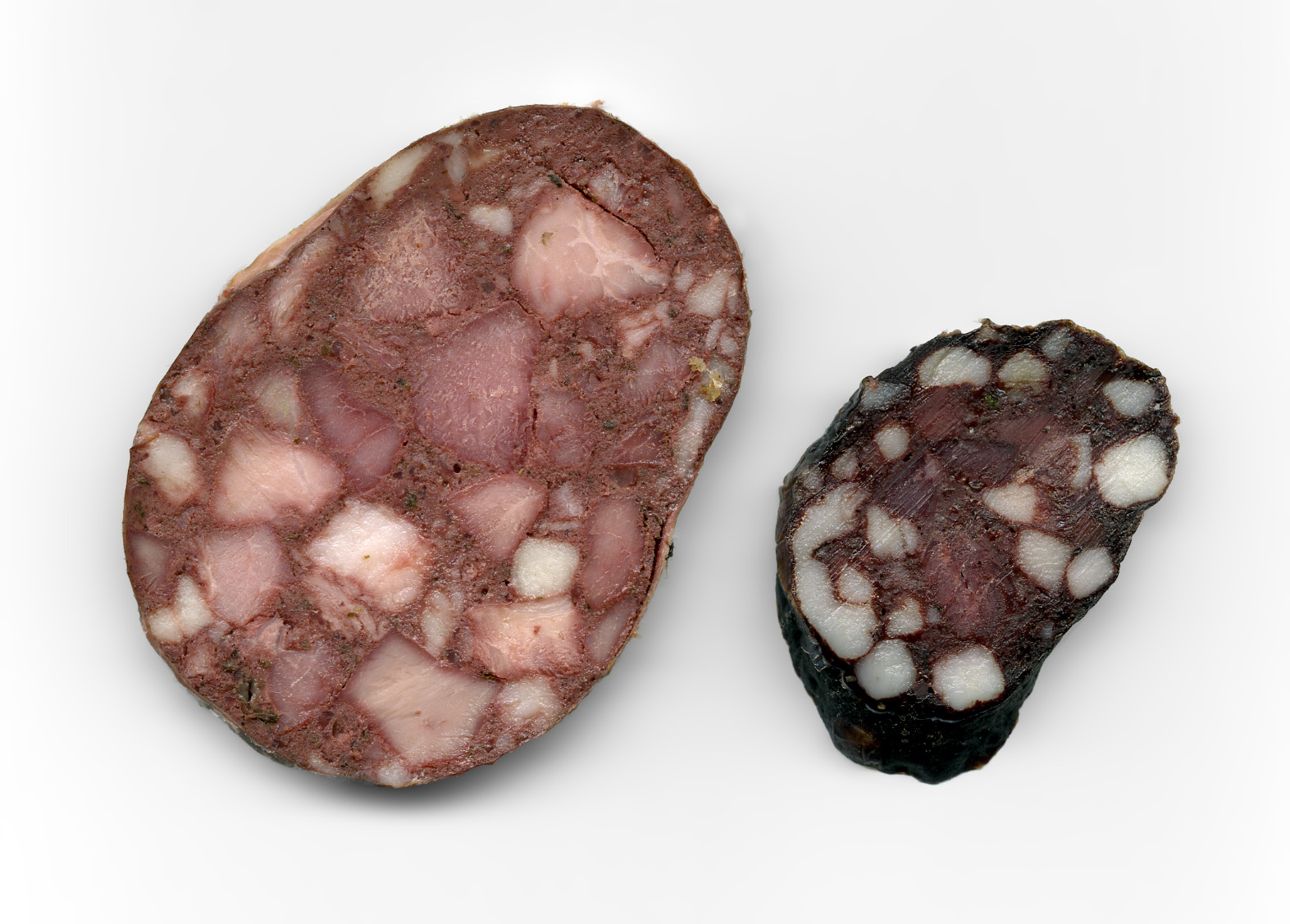
Krvavá tlačenka Blutwurst
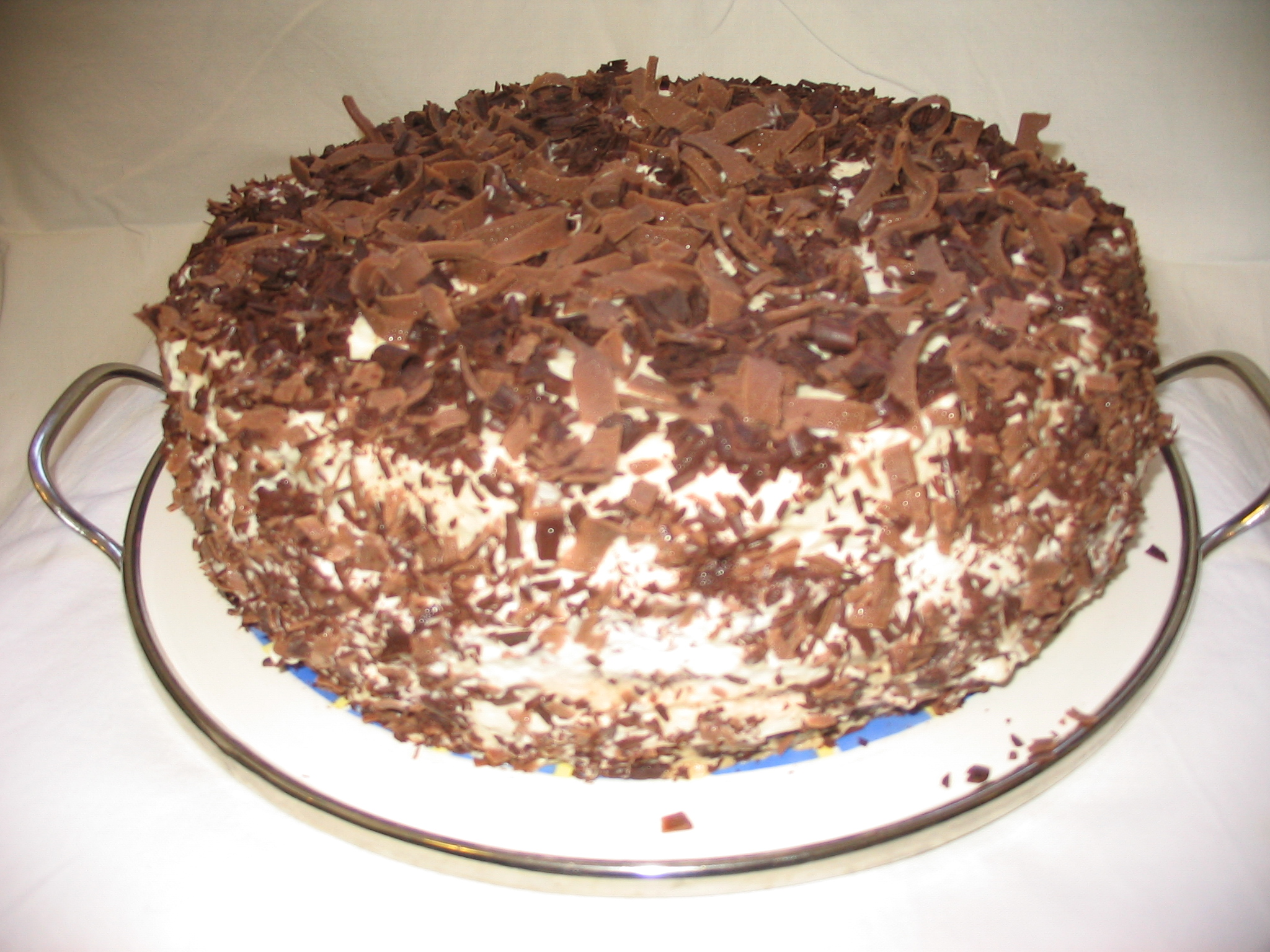
Černoleský dort Schwarzwälder Kirschtorte
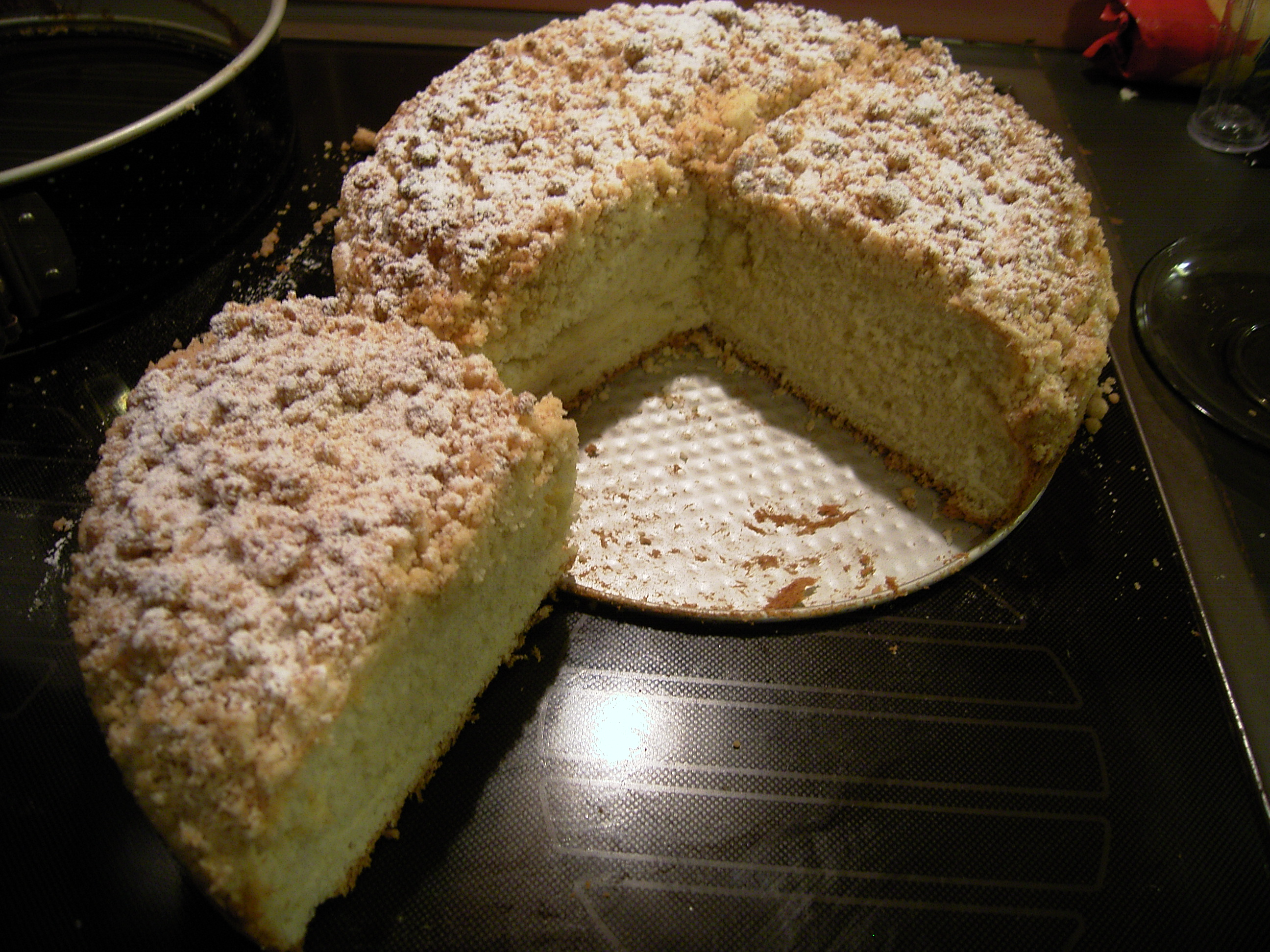
Drobenkový dort Streuselkuchen
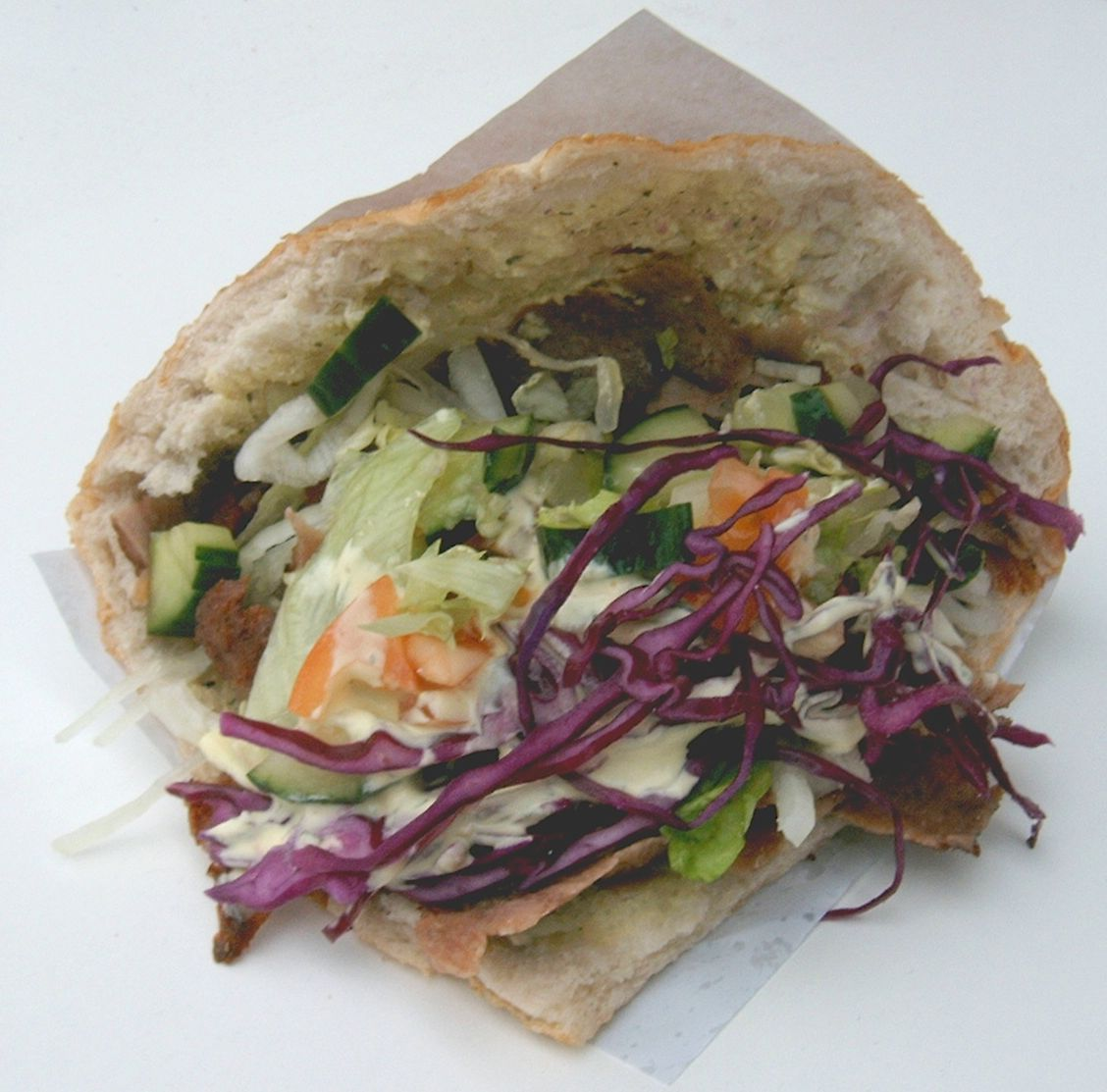
V Německu je hojně rozšířený turecký Döner Kebab